# Euphrasia atropurpurea
Euphrasia atropurpurea là loài thực vật có hoa thuộc họ Cỏ chổi. Loài này được (Rostr.) Ostenf. mô tả khoa học đầu tiên năm 1901.